# Julian Musiol
Pour les articles homonymes, voir Musiol.
Julian Musiol, né le 4 avril 1986 à Suhl, est un sauteur à ski allemand.

## Biographie
Fils du bobeur Bogdan Musiol, il fait ses débuts internationaux en 2002 aux Championnats du monde junior. Il obtient ses premiers résultats importants en 2004, où il gagne la médaille de bronze par équipes aux Championnats du monde junior et prend la cinquième place en individuel.
En 2005, après une cinquième place en Coupe continentale, il appelé pour ses débuts en Coupe du monde à Oberstdorf. Plus tard dans l'hiver, il est 22e à Sapporo, marquant ses premiers points dans l'élite.
S'il ne parvient pas à faire mieux en Coupe du monde, égalant ce résultat en 2009 au même tremplin, il gagne son premier concours de Coupe continentale en février 2007 à Oberhof. 
Il obtient sept autres podiums dans la Coupe continentale jusqu'en 2011, année de sa retraite sportive.

## Palmarès

### Coupe du monde
- Meilleur classement général : 68e en 2006.
- Meilleur résultat individuel : 22e.

#### Classements généraux
| Compet'/Année | Compet'/Année | Classement général | Classement général |
| ------------- | ------------- | ------------------ | ------------------ |
| Compet'/Année | Compet'/Année | Class.             | Points             |
| 2006          | 2006          | 68e                | 9                  |
| 2009          | 2009          | 71e                | 9                  |

### Championnats du monde junior
- Médaille de bronze par équipes en 2004 à Stryn.

### Coupe continentale
- 8 podiums, dont 2 victoires.